# RMC101
RMC101 è un'emittente radiofonica privata locale che trasmette in provincia di Trapani.

## Storia
Radio Marsala Centrale, meglio identificata come RMC 101, nasce il 5 dicembre 1976 per volontà di un gruppo di giovani marsalesi, a pochi mesi dalla sentenza della Corte costituzionale che pose fine al monopolio statale dell’etere, liberalizzando l’attività di radiodiffusione in ambito locale. Sin dall'esordio l'emittente si è rivolta ad un pubblico di tutte le fasce di età, raccontando il territorio e trasmettendo musica di diversi generi e numerosi programmi di intrattenimento.
Il 15 maggio 2013 RMC101 Srl registra il dominio tp24.it e lancia il quotidiano di informazione online più seguito in provincia di Trapani e tra i più letti in Sicilia, ampliando la propria redazione giornalistica
L'emittente con il proprio marchio è partner di eventi musicali e culturali del trapanese.
Radio RMC101 è la radio più ascoltata in provincia di Trapani, come rivelato dagli ascolti annuali di RADIO TER, gli studi sono dislocati in due sedi a Marsala e a Trapani.

## Controversia col Gruppo Mondadori
Nel 2016 il Gruppo Mondadori, che controlla R101, radio a diffusione nazionale, ha fatto pervenire una richiesta al Ministero dello sviluppo economico, chiedendo che RMC 101, cambiasse nome, perché era confondibile con quello di R101. Il Ministero ha invece dato ragione a RMC101, che ha potuto mantenere la sua denominazione.